# Maria Perschy
Maria Perschy, née Herta-Maria Perschy le 23 septembre 1938 à Eisenstadt (Burgenland) et morte le 3 décembre 2004 à Vienne est une actrice autrichienne de cinéma, de télévision et de Théâtre.

## Biographie
À dix-sept ans, Maria Perschy gagne la capitale autrichienne pour suivre les cours du  Max Reinhardt Seminar de l'Académie de musique et d'arts du spectacle de Vienne. Elle a notamment pour professeur la comédienne Susi Nicoletti qui l'aide ensuite à signer un contrat pour le studio allemand Bavaria Film. La jeune actrice reçoit un prix d'encouragement des jeunes artistes décerné par la ville de Vienne.
Elle obtient un premier succès en 1958 avec le film Zone-Est interdite (Le monde a tremblé) dans lequel elle donne la réplique à Horst Buchholz et Gert Fröbe. Elle travaille aussi bien en Allemagne (Lebensborn avec Joachim Hansen, 1961) qu'en Italie (L'Inassouvie de Dino Risi et I piaceri del sabato notte avec Pierre Brice, 1960) et au Royaume-Uni (The Password Is Courage avec Dirk Bogarde, 1962 et Mission 633  avec Cliff Robertson, 1964), puis part pour Hollywood. Si elle ne fait qu'une apparition modeste dans Freud, passions secrètes de John Huston, son rôle dans Le Sport favori de l'homme (1964) d'Howard Hawks, aux côtés de Rock Hudson, lui donne une visibilité internationale.
Maria Perschy vit pendant six ans avec l'acteur allemand Joachim Hansen puis avec le champion de ski suisse Roger Staub.
Poursuivant une carrière internationale, elle se spécialise dans le cinéma de genre qui envahit les écrans dans la seconde moitié des années 1960. On la voit aux côtés de Christopher Lee dans The Castle of Fu Manchu (1969) de Jess Franco ou de Jason Robards dans Murders in the Rue Morgue (1971) de Gordon Hessler. Un accident survenu sur un tournage en juillet 1971 lui cause d'importantes brûlures au visages et l'actrice doit subir plusieurs opérations avant de retrouver les plateaux.
Installée en Espagne, elle tourne au début des années 1970 dans une série de  thrillers et de films d'horreur sous la direction de Carlos Aured (Los ojos azules de la muñeca rota, 1974) et d'Amando de Ossorio (Le Monde des morts-vivants, 1974).
On la voit en France en 1974 dans le film Dites-le avec des fleurs de Pierre Grimblat puis dans le feuilleton télévisé à succès Le Dessous du ciel dans lequel elle joue la mère de l’héroïne interprétée par Marie-Georges Pascal. Pour le petit écran Maria Perschy tourne aussi dans les séries allemandes Die fünfte Kolonne (1964) et Sergeant Berry (1974) et dans la série britannique Paul Temple (1970) inspirée du personnage créé par Francis Durbridge.
Quand il lui est « offert », à l'automne 1976, d'opter pour la nationalité espagnole, l'actrice choisit de regagner son pays natal.
À partir de 1977, elle vit à Los Angeles avec l'écrivain et scénariste John Melson jusqu'au suicide de celui-ci en 1983. Elle fait des apparitions dans les séries Hawaï police d'État (1977) et Hôpital central (1978) puis  délaisse son métier de comédienne pour travailler comme traductrice et pour faire le commerce d'antiquités et d'objets d'art.
En 1986, elle est rappelée en Autriche par Felix Dvorak qui prend la direction du théâtre public de Berndorf. Elle collaborera à de nombreux succès du metteur en scène et consacrera le reste de sa carrière au théâtre. Elle joue notamment Love Letters de Gurney au Vienna English Theatere et part en tournée avec une adaptation pour la scène de Témoin à charge d'Agatha Christie. Si on ne la revoit qu'à deux reprises au cinéma, elle fait encore de fréquentes apparitions à la télévision allemande (Tatort, Euroflics...).
Après avoir longtemps combattu le cancer, Maria Perschy est morte le 3 décembre 2004 à l'âge de soixante-six ans. Mariée à deux reprises, elle est la mère d'une fille née en 1967.

## Filmographie

### Cinéma
- 1956 : Nichts als Ärger mit der Liebe de Thomas Engel :
- 1956 : Mariés pour rire (Roter Mohn) de Franz Antel : (non créditée)
- 1958 : Zone-Est interdite (Le monde a tremblé) (Nasser Asphalt) de Frank Wisbar : Bettina
- 1958 : L'Éclair noir (Der schwarze Blitz) de Hans Grimm : Gretl Mittermayr
- 1958 : Doctoresse de campagne (Die Landärztin vom Tegernsee) de Paul May : Afra
- 1959 : Il moralista de Giorgio Bianchi : Monique
- 1959 : Natürlich die Autofahrer d'Erich Engels : Karin Dobermann
- 1960 : Les Plaisirs du samedi soir (I piaceri del sabato notte) de Daniele D'Anza : Claudia
- 1960 : Der Held meiner Träume de Arthur Maria Rabenalt : Franziska Kleinschmidt
- 1960 : L'Inassouvie (Un amore a Roma) de Dino Risi : Eleonora Curtatoni
- 1961 : Les Fiancées d'Hitler (Lebensborn) de Werner Klingler : Doris Korff
- 1962 : Wenn beide schuldig werden de Hermann Leitner : Josi
- 1962 : Haß ohne Gnade (de) de Ralph Lothar : Claudia / Martina
- 1962 : Freud, passions secrètes (Freud) de John Huston : Magda
- 1962 : Mot de passe : courage (The Password Is Courage) de Andrew L. Stone : Irena
- 1963 : Le Bourreau de Londres (Der Henker von London) de Edwin Zbonek : Ann Barry
- 1964 : Le Sport favori de l'homme (Man's Favorite Sport) de Howard Hawks : Isolde « Easy » Mueller
- 1964 : Le Mystère de la jonque rouge (Weiße Fracht für Hongkong) de Helmut Ashley et Giorgio Stegani : Claudia Laudon
- 1964 : Meurtres au sommet (Der Chef wünscht keine Zeugen) de Hans Albin et Peter Berneis : Ginny Desmond
- 1964 : Mission 633 (633 Squadron) de Walter Grauman : Hilde Bergman
- 1964 : Du grisbi au Caire (La sfinge sorride prima di morire - stop - Londra) de Duccio Tessari : Hélène Blomberg
- 1964 : L'Amour vu par une Suédoise (Extraconiugale), sketch La moglie svedese de Giuliano Montaldo : Eva
- 1965 : Die Banditen vom Rio Grande de Helmuth M. Backhaus : Helen
- 1965 : African Gold de David Millin : Helena Hanson
- 1966 : Le Commissaire X traque les chiens verts (Kommissar X - Jagd auf Unbekannt) de Gianfranco Parolini : Joan Smith
- 1966 : Le Triomphe des sept desperadas (Las siete magníficas) de Gianfranco Parolini : Ursula
- 1967 : A Witch Without a Broom (Una bruja sin escoba) de José María Elorrieta : Mariana
- 1967 : Five Golden Dragons de Jeremy Summers : Margret
- 1967 : Mister Dynamit – Morgen küßt Euch der Tod de Franz Josef Gottlieb : Lu Forrester
- 1967 : Los siete de Pancho Villa de José María Elorrieta : Vera Stevens, la veuve
- 1968 : The Desperate Ones de Alexander Ramati : Marusia
- 1969 : The Castle of Fu Manchu de Jesús Franco : Marie
- 1969 : Dr. med. Fabian – Lachen ist die beste Medizin de Harald Reinl : Dr. Inge Vollmer
- 1970 : El último día de la guerra de Juan Antonio Bardem : Elena Truppe
- 1971 : Double Assassinat dans la rue Morgue (Murders in the Rue Morgue) de Gordon Hessler : Geneviève
- 1972 : The Leo Chronicles :
- 1973 : Le Bossu de la morgue (El jorobado de la Morgue) de Javier Aguirre : Frieda
- 1973 : El espectro del terror de José María Elorrieta :
- 1974 : La noche de la furia de Carlos Aured : Jill
- 1974 : Le Monde des morts-vivants (El buque maldito) de Amando de Ossorio : Lillian
- 1974 : Los fríos senderos del crimen de Carlos Aured : Jane
- 1974 : Le Mystère des yeux bleus (Los ojos azules de la muñeca rota) de Carlos Aured : Ivette
- 1974 : Dites-le avec des fleurs de Pierre Grimblat : la femme de Klaus
- 1975 : Las protegidas de Francisco Lara Polop : Sra. de Aguirre
- 1975 : Exorcismo de Juan Bosch Palau : Patricia
- 1975 : La diosa salvaje de Miguel Iglesias : Isabel
- 1975 : Las adolescentes de Pedro Masó : Miss Stella Larsen
- 1975 : De profesión: polígamo de Angelino Fons : Luisa
- 1976 : Batida de raposas de Carlos Serrano : Mercedes
- 1976 : El límite del amor de Rafael Romero Marchent : la mère supérieur
- 1976 : Último deseo de León Klimovsky : Lily
- 1977 : Die Standarte de Ottokar Runze : Mordax
- 1987 : Vultures de Paul Leder : Pamela Windsor
- 1990 : Eine Frau namens Harry (Harry et Harriette) de Cyril Frankel : Ruth Olsen

### Télévision
- 1959 : Die Liebe des Jahres, téléfilm de Erik Ode :
- 1960 : Die verkaufte Braut, téléfilm de Kurt Wilhelm : Marie (créditée comme Herta-Maria Perschy)
- 1964 : Zwei Pistolen, épisode de la série télévisée Die fünfte Kolonne : Gisela Wilke
- 1970 : Murder in Munich   (parties 1 et 2), deux épisodes de la série télévisée Paul Temple : Ilse Haffner
- 1974 : ... und die mexikanische Nacht, épisode de la série télévisée Sergeant Berry : Eileen
- 1974 : Le Dessous du ciel, série télévisée de Roger Gillioz : Éliane, la mère de Joëlle
- 1976 : Coppelius, épisode de la série télévisée El quinto jinete : la mère
- 1977 : épisodes de la série télévisée Hôpital central : Maria Schuller
- 1978 : The Sleeper, épisode de la série télévisée Hawaï police d'État : Sonya Hansen
- 1986 : Der Tod des Tänzers, épisode de la série télévisée Tatort : Frau Peinsack
- 1988 : Einstweilen wird es Mittag oder Die Arbeitslosen von Marienthal, téléfilm de Karin Brandauer
- 1989 : Der große Unbekannte  et Die kaputte Familie, deux épisodes de la série télévisée Ringstraßenpalais : Madame
- 1992 : Operation gelungen..., épisode de la série télévisée Euroflics : Erika Ruhland
- 1993 : Die drei Dorfheiligen, téléfilm de Sissy Löwinger :
- 1997 : Die Nacht der Nächte, téléfilm de Xaver Schwarzenberger : Eva
- 1997 : Einzelgänger, épisode de la série télévisée Zwei Brüder : la  propriétaire
- 1998 : Melodie der Herzen, épisode de la série télévisée Rosamunde Pilcher : Mme Manning
- 1998 : Mörderisches Erbe - Tausch mit einer Toten, téléfilm de Peter Patzak : Lucy
- 2000 : Raubritter, épisode de la série télévisée Auf eigene Gefahr : la femme de Seberling

## Distinctions
- Kunstförderungspreis für Darstellende Kunst der Stadt Wien
- Nomination auxGolden Laurel, catégorie Top Female New Face (1964)[2]